# Hợp Thắng
Hợp Thắng là một xã thuộc huyện Triệu Sơn, tỉnh Thanh Hóa, Việt Nam.
Xã Hợp Thắng có diện tích 9,39 km², dân số năm 1999 là 6114 người, mật độ dân số đạt 651 người/km².
Xã này nằm bên tuyến kênh Nhà Lê, là tuyến đường thủy đầu tiên trong lịch sử Việt Nam từ kinh đô Hoa Lư đến Đèo Ngang và được xem là tuyến đường Hồ Chí Minh trên sông vì những đóng góp cho các cuộc chiến tranh của người Việt.